# Zofingen
Zofingen là một thành phố thuộc bang Aargau ở Thụy Sĩ, với dân số 10.534 người (tính đến  năm 2006). 